# Alsodidae
Famille
Synonymes
- Alsodina Mivart, 1869
- Alsodinae Mivart, 1869
- Cacotina Mivart, 1869
- Eupsophiinae Mivart, 1869

Les Alsodidae sont une famille d'amphibiens. Elle a été créée par George Jackson Mivart en 1869.

## Répartition
Les espèces des trois genres de cette famille se rencontrent en Amérique du Sud.

## Liste des genres
Selon Amphibian Species of the World (19 novembre 2016) :
- Alsodes Bell, 1843
- Eupsophus Fitzinger, 1843
- Limnomedusa Fitzinger, 1843

## Publication originale
- Mivart, 1869 : On the Classification of the Anurous Batrachians. Proceedings of the Zoological Society of London, vol. 1869, p. 280-295 (texte intégral).